# رابرت توم
رابرت توم (انگلیسی: Robert Thum) یک بازیکن تنیس روی میز اهل اتریش بود. 
وی در مسابقات کشوری و بین‌المللی در مجموع برنده ۱ مدال طلا، ۳ مدال نقره، ۱ مدال برنز شده‌است.